# تينا وايزمان
تينا وايزمان (بالإنجليزية: Tina Wiseman)‏ هي ممثلة أمريكية، ولدت في 26 سبتمبر 1965 في الولايات المتحدة، وتوفيت في 20 فبراير 2005 في باهاماس.

## وصلات خارجية
- تينا وايزمان على موقع IMDb (الإنجليزية)
- تينا وايزمان على موقع قاعدة بيانات الفيلم (الإنجليزية)